# Frič
Frič ist eine tschechische und slowakische Form von Friedrich und ein Familienname.

## Namensträger
- Alberto Vojtěch Frič (1882–1944), tschechischer Sukkulentensammler
- Antonín Frič (Anton Fritsch; 1832–1913), böhmischer Zoologe
- David Frič (* 1983), tschechischer Futsalspieler
- Fridrich Frič (1932–1995), slowakischer Biochemiker und Biologe
- Ivan Frič (1922–2001), tschechoslowakischer Kameramann, Filmeditor und Regieassistent
- Josef František Frič (1804–1876), tschechischer Anwalt, Unternehmer und Politiker
- Josef Václav Frič (1829–1890), tschechischer Schriftsteller und Politiker
- Karel Frič, tschechoslowakischer Radrennfahrer
- Martin Frič (1902–1968), tschechischer Regisseur
- Václav Frič (Wenzel Fritsch; 1839–1916), böhmischer Naturalienhändler